# Adriaan van der Plas
Adrianus Marie (Adriaan) van der Plas (Rotterdam, 31 januari 1899 – Kerkrade, 20 september 1974) was een Nederlands beeldhouwer, schilder en graficus.

## Leven en werk
Adriaan of Aad van der Plas werd geboren in een katholiek gezin, als een zoon van bollenkweker en tuinier Johannes Cornelis Marie van der Plas (1874-1933) en van Catharina Wilhelmina Maria Wensing (1872-1961), die een hoedenwinkeltje had. Volgens Van der Plas zelf had hij zijn artistieke aanleg van moederskant, haar vader was winkelier en kunstnijveraar en van haar broers was Lucas beeldhouwer en Bernard schilder. Van der Plas volgde vanaf zijn veertiende de avondlessen aan de Academie van Beeldende Kunsten en Technische Wetenschappen in Rotterdam, als leerling van Alexander van Maasdijk en Ferdinand Oldewelt. Overdag werkte hij bij een schilders- en decorateursbedrijf. Van der Plas behaalde de LO-akte in 1916 en de MO-akte in 1919, maar bleef tot 1925 lessen volgen aan de academie.
Hij won in 1922 aan de academie een medaille voor het tekenen naar menselijk naakt. In 1922 ontving Van der Plas met Paula Mouthaan de Koninklijke Subsidie voor Jeugdige Kunstschilders en vervolgens driemaal de Koninklijke Subsidie voor Vrije Schilderkunst (1923-1925). Hij maakte in die jaren studiereizen door Duitsland, Oostenrijk, Frankrijk en Italië. Van der Plas kreeg nog grafieklessen van Antoon Derkzen van Angeren.
Tot 1930 was hij als leraar verbonden aan de avond-vaktekenschool in Rotterdam. In 1931-1932 was hij een van de oud-studenten van Van Maasdijk, naast onder anderen zijn oom Lucas Wensing, Hendrik Chabot, Herman Bieling en Leendert Bolle, die meewerkten aan het grafmonument van hun leermeester.
Van der Plas schilderde, aquarelleerde en tekende in naturalistische trant portretten, figuren en religieuze voorstellingen, en maakte etsen, litho's, houtgravures, bedrukte stoffen, muurschilderingen, glas-in-loodramen en sculpturen. In 1921 sloot hij zich met zijn vrienden Bolle en Chabot aan bij de nieuwe kunstenaarsvereniging 'De Rotterdammers' (later 'Rotterdamse Kunstenaarssociëteit'), hij was daarnaast vanaf de oprichting in 1926 lid van de Algemene Katholieke Kunstenaarsvereniging. In 1936 won hij de Virgiliusprijs met zijn schilderij 'De Gekruisigde' en in 1969 ontving hij de Penning van de Leuve. In 1969 maakte hij zijn laatste opdracht, een bronzen plaquette met reliëfportret van Steven Hoogendijk, die werd geplaatst in de Laurenskerk in Rotterdam.
De kunstenaar woonde in Rotterdam en vanaf 1932 in Hillegersberg, waar in 2014 de Adriaan van der Plaslaan naar hem werd vernoemd. Hij werd het laatste jaar van zijn leven verpleegd in Kerkrade, waar hij in 1974 overleed. Hij werd begraven op de Algemene Begraafplaats Crooswijk.

## Werken (selectie)
- 1924 portretten van Charles Ruijs de Beerenbrouck en zijn vrouw
- 1928 drie keramische ronde tegeltableaus van Michael, Clemens en een mand met broden en vissen aan de Michaël en Clemenskerk, Dorpsweg, Charlois
- 1931 sluitstenen (visventer en starende vrouw) van de Dresselhuysbrug, Statensingel, Rotterdam
- 1932 een van de gebeeldhouwde koppen (voorzijde van de rechter steen) aan het grafmonument van Alexander van Maasdijk op Crooswijk
- 1932 muurschildering van St. Franciscus van Sales en St. Margarete Maria Alacoque in de Sint-Lambertuskerk (Kralingen)
- 1935 wandschilderingen voor De Doelen, Rotterdam
- 1937 kruisweg in Oost-Indische inkt voor de Sint-Bavokerk (Heemstede)
- 1938 illustraties (pentekeningen) in het boek Kameraden keerden terug van Jan Nieuwenhuis, Den Haag: Thijmfonds.
- 1938 voorstellingen van Vrede en Vruchtbaarheid in nok archiefgebouw van de RVS Verzekeringen, Westerstraat, Rotterdam
- 1939-1940 Rijkswapen aan kantoor van de Rijksbelastingen, Puntegaalstraat, Rotterdam
- 1939 portret van Johannes Wilhelmus van Heeswijk, deken van Rotterdam en pastoor van de St. Laurentius parochie.
- 1940 vier tegeltableaus aan het Huis van de Arbeid, Oudenoord 330, Utrecht
- vanaf 1940 reliëfs aan nieuwbouw Statensingel en Nieuwe Binnenweg (dierenriemtekens), Rotterdam
- 1941 gevelsteen Hermes en terracotta entreeomlijsting 'Ontwikkeling van het vervoer'[9] aan kantoor van de RET (Rotterdam), Sluisjesdijk 10, Charlois
- 1941 beeldhouwwerk aan de trappen van de Marinierskazerne in Rotterdam
- 1941 ontwerp glas-in-loodraam voor het Parkhotel, Westersingel, Rotterdam. Uitgevoerd door K. Warffemius.
- 1945 herdenkingsplaquette voor de eerste Canadese divisie

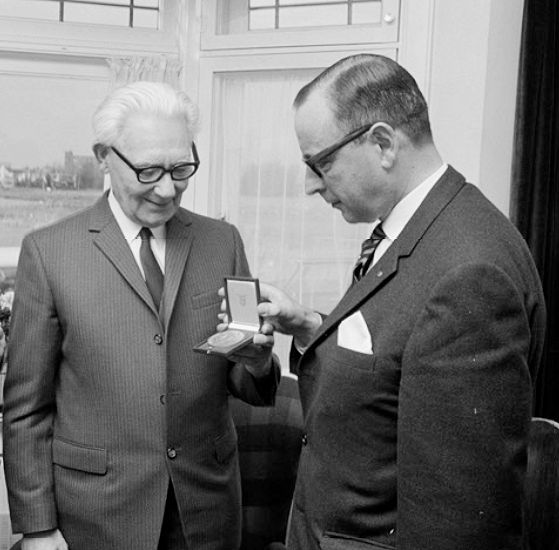
Adriaan van der Plas (links) ontvangt uit handen van mr. Wim Fockema Andreae de penning van de Leuve in 1969.

- 1945 ontwerp standbeeld Karel Doorman (het beeld is later vernield)
- 1947 muurschilderingen Fatimakapel in de H.H. Engelbewaarderskerk (Den Haag)
- 1948 ontwerp affiches zomertentoonstelling De Tuin en herfsttentoonstelling Kunstzinnig Rotterdam in Museum Boijmans
- 1948 portret van Evert Kraaijvanger, architect en lid van Kraaijvanger Architekten. Wethouder van Rotterdam.
- 1948 gedenkplaat personeel der gemeente Rotterdam, in centrale trappenhuis van het stadhuis.
- 1950-1955 Portret van J.E. Helmer, oprichter van de parochie van Christus Koning.
- 1951 portret van Johannes Hendricus van de Berg, chef van de reparatieafd. en procuratiehouder van de Rotterdamsche Droogdokmaatschappij en directeur van de Scheepsbouwmaatschappij Nieuwe Waterweg.
- 1952 portret van koningin Juliana, Stadhuis van Rotterdam
- 1952 gedenkplaat 50-jarig bestaan Rotterdamsche Droogdok Maatschappij
- 1953 schilderingen van musicerende engelen boven de apsis in de Heilige-Familiekerk (Rotterdam)
- 1954 gedenkplaat met portret van ir. Willem Nicolaas Rose in het Stadstimmerhuis aan de Haagse Veer, Rotterdam.
- 1957 portret van mgr. M.A. Jansen, pastorie van de Heilige Lodewijkkerk (Leiden)
- 1961 reliëf Jacobus de Meerdere voor de Jacobusschool, Hesselingstraat 5, Hoogvliet
- 1961 twee mozaïektafels voor Het Staalhuis, Posthoornstraat/Wijnstraat, Rotterdam
- 1969 bronzen plaquette met portret van Steven Hoogendijk, Laurenskerk, Rotterdam
- kruiswegstaties voor de Heilig Hartkerk (Schiedam)

## Galerij

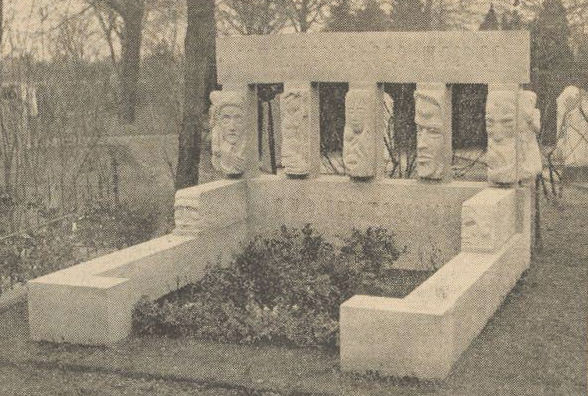
Grafmonument Van Maasdijk
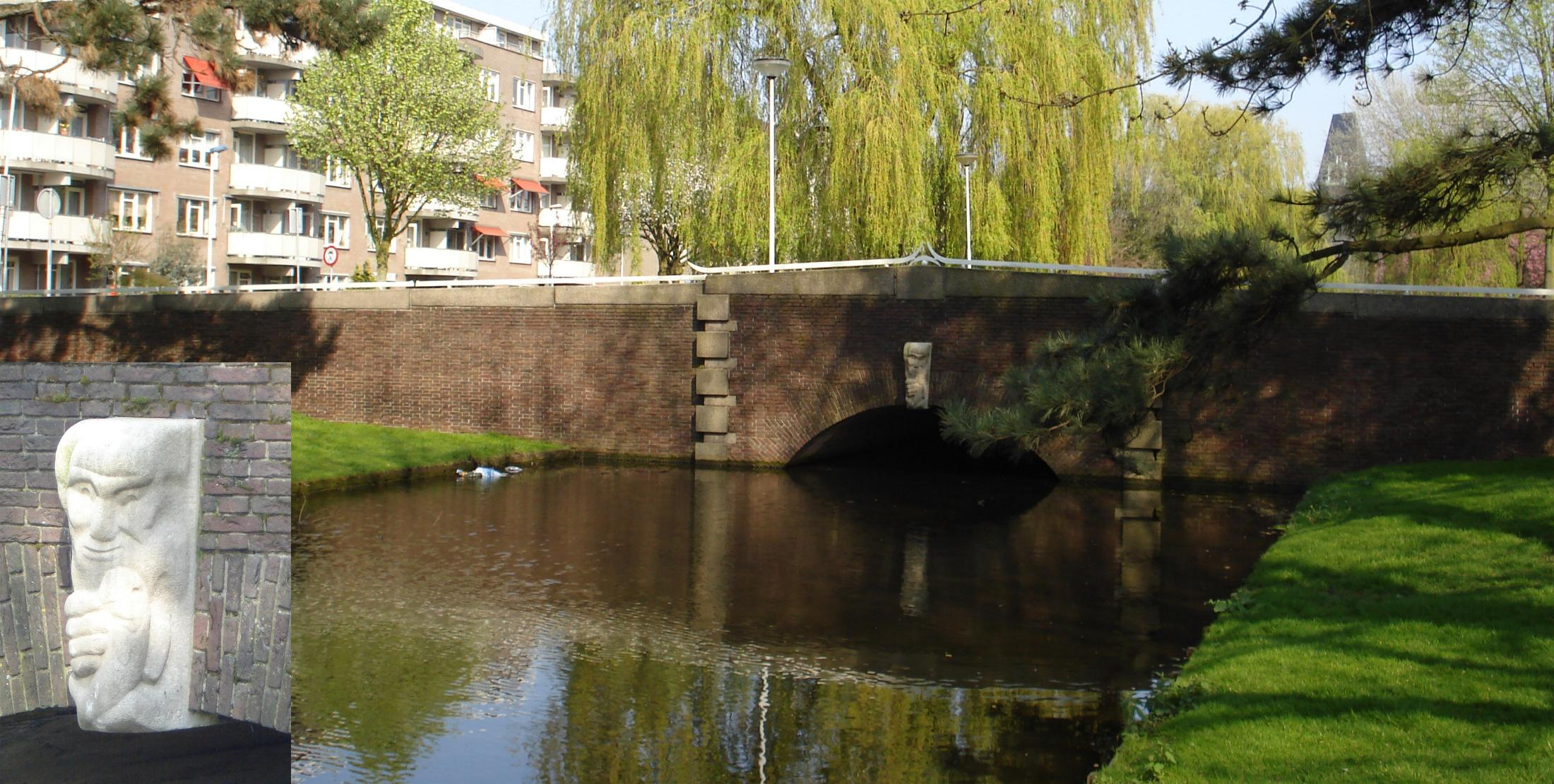
Dresselhuysbrug
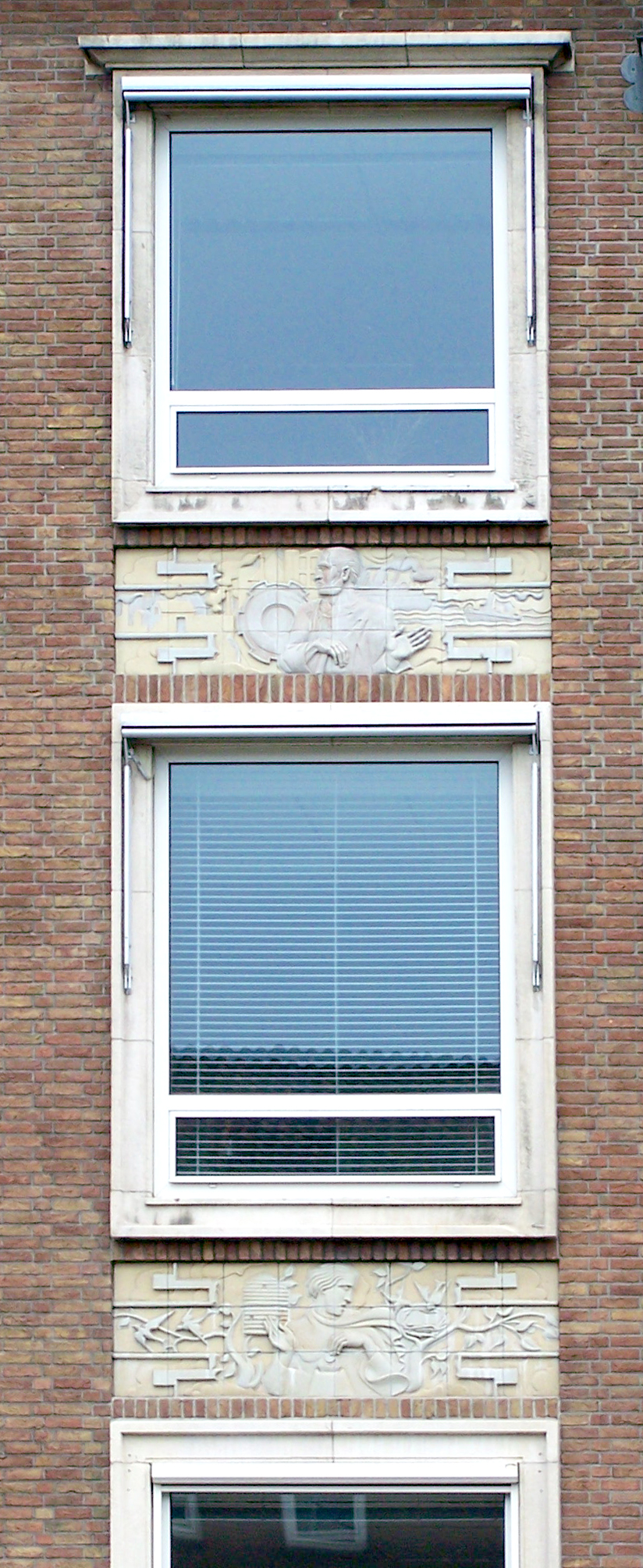
reliëfs Huis van de Arbeid
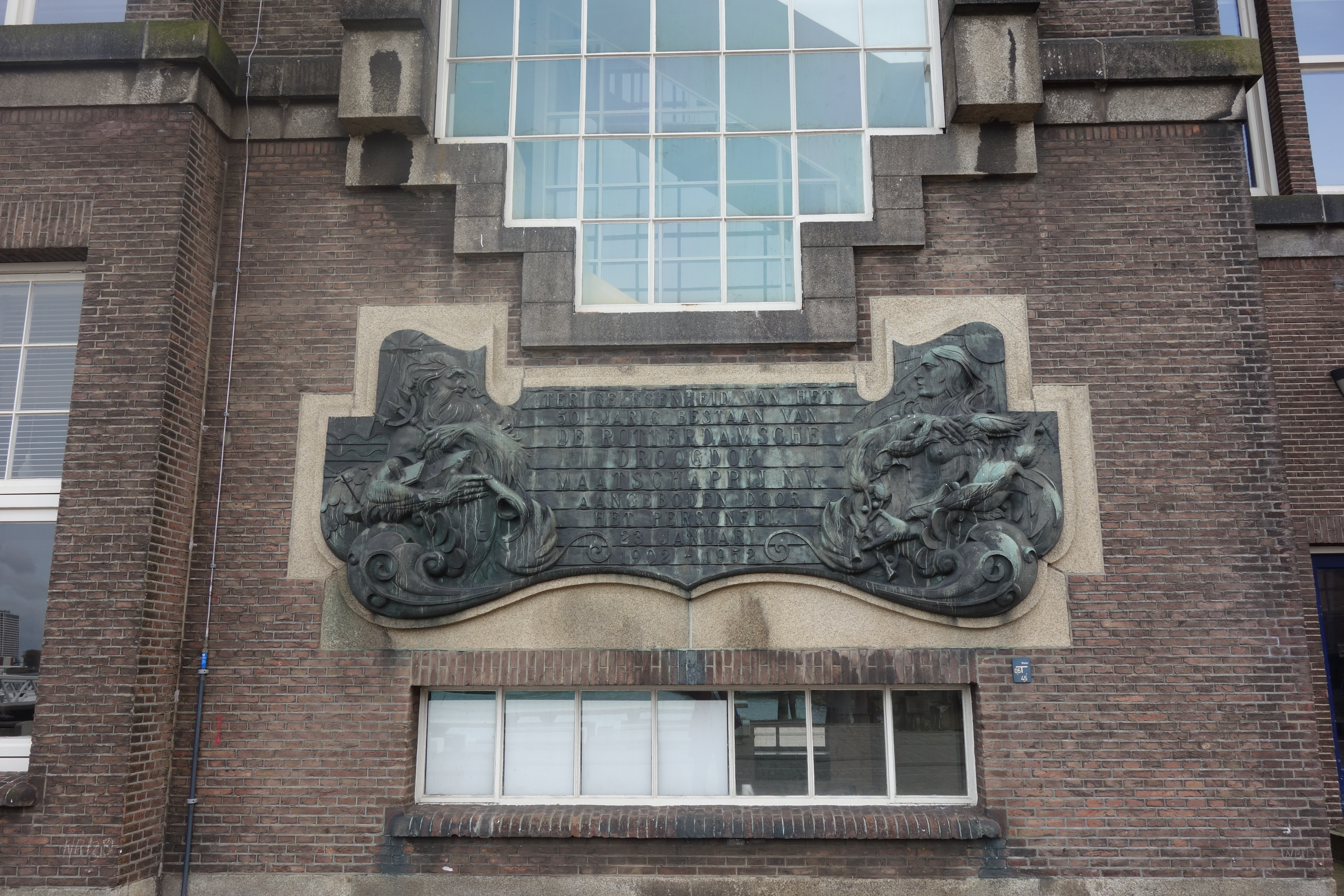
gedenkplaat RDM
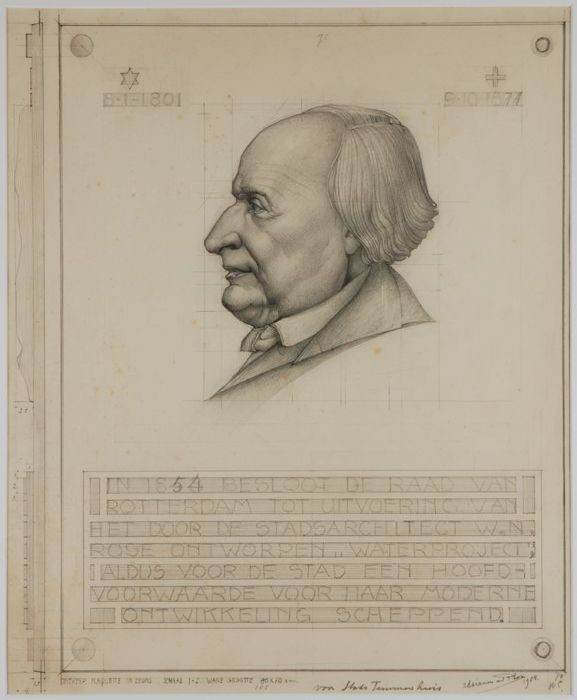
Ontwerp gedenkplaat ir. W.N. Rose, rechtsonder gesigneerd
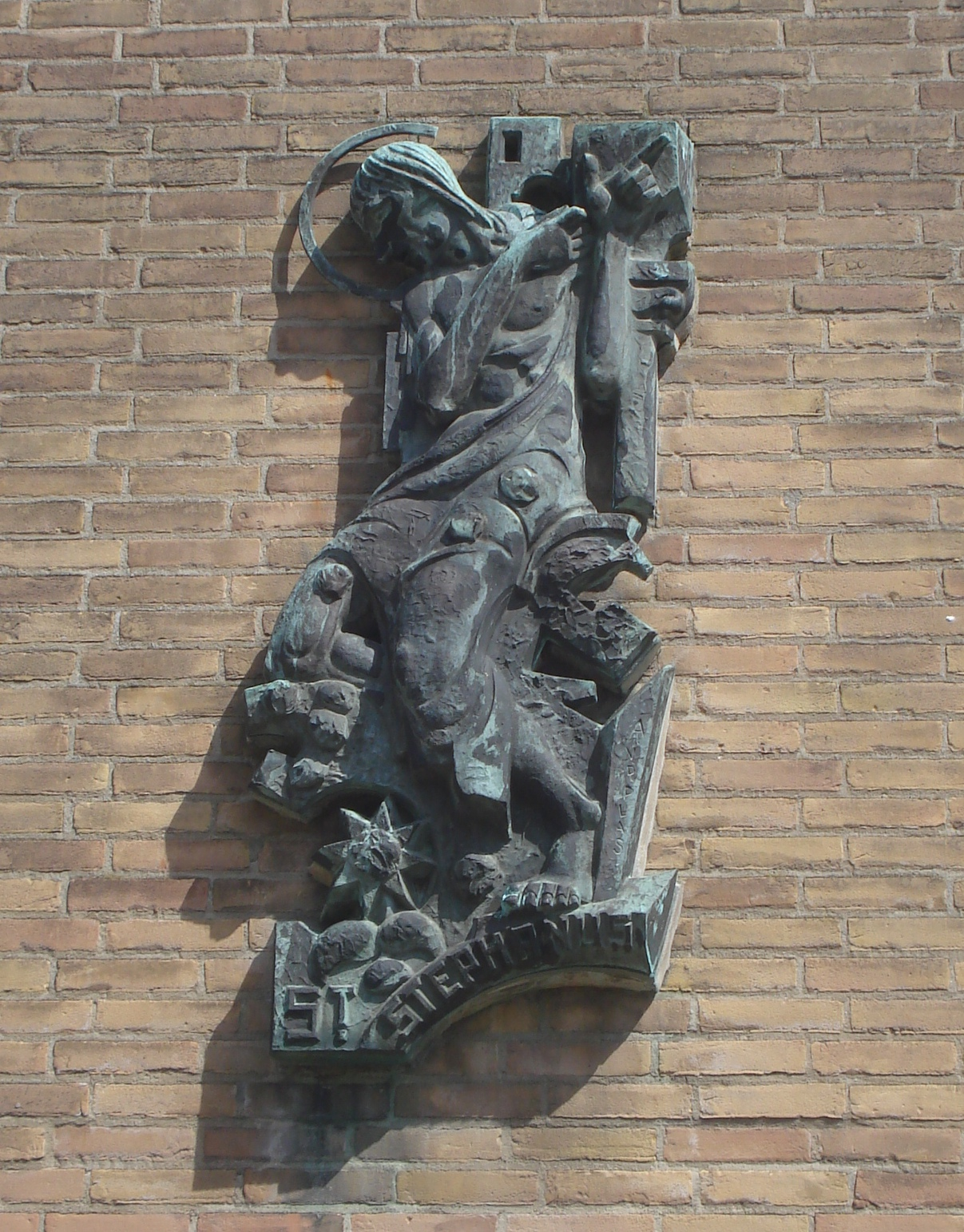
St. Stephanus
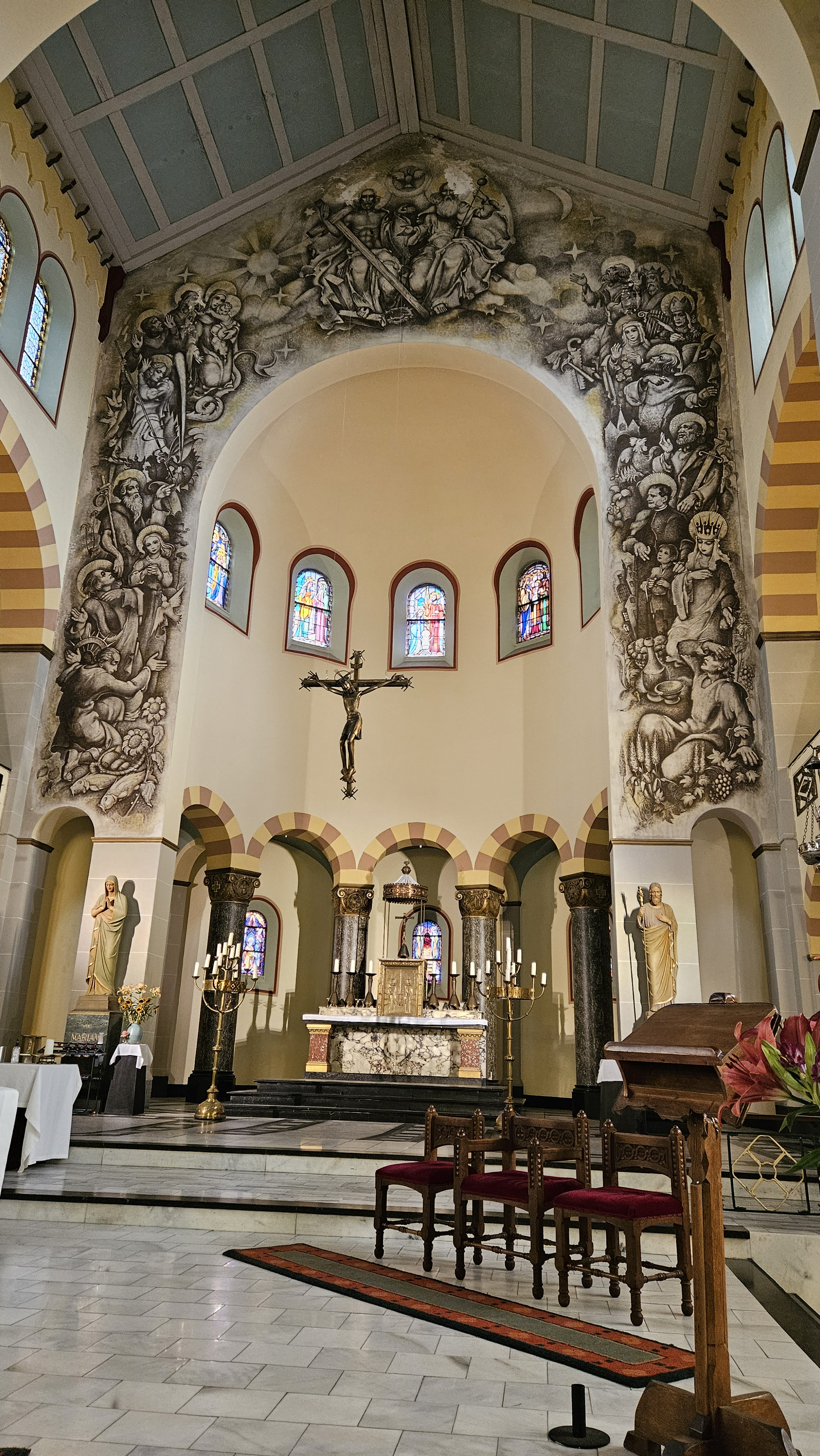
Schilderingen op de triomfboog in de Heilige Familiekerk in Den Haag